# Élisabeth-Sophie de Mecklembourg-Güstrow
Élisabeth-Sophie de Mecklembourg, duchesse de Brunswick-Lüneburg, née le 20 août 1613 à Güstrow et morte le 12 juillet 1676 à Lunebourg, est une poétesse et compositrice allemande, fille de Jean-Albert II de Mecklembourg-Güstrow et de Marguerite-Élisabeth de Mecklembourg-Gadebush.

## Biographie
Elle commence à étudier à la cour de son père, le duc Jean-Albert II de Mecklembourg-Güstrow, où il existait un orchestre connu de musiciens anglais, comme William Brade. Elle arrive à la cour de Cassel, qui a également une tradition musicale, quand la guerre de Trente Ans menace la cour en 1628.
Elle est chargée d'organiser l'orchestre de la cour, et travaille étroitement avec Heinrich Schütz, qui est maître de chapelle en 1655. Elle pourrait avoir collaboré avec lui sur plusieurs de ces œuvres.
Beaucoup de compositions d’Élisabeth-Sophie sont des hymnes religieux. Certains sont publiés en 1651 et 1667. Celui imprimé en 1651, Vinetum evangelicum, Evangelischer Weinberg, est connu pour être le premier morceau dont l'auteur est une femme. Elle a également joué un rôle majeur dans la vie de cour et les divertissements, dont elle écrivait les musiques. Deux de ces compositions nous sont parvenues : Friedens Sieg (1642, Brunswick) et Glückwünschende Freudensdarstellung (Lunebourg, 1652).

## Famille
En 1635, elle épouse Auguste II de Brunswick-Wolfenbüttel. Ils ont trois enfants :
- Ferdinand-Albert (1636-1687), prince de Wolfenbüttel-Bevern ;
- Marie-Élisabeth (1638-1687), qui épouse en 1663 le duc Adolphe-Guillaume de Saxe-Eisenach ;
- Christian-François (1639-1639).